# پرچم گرنزی
پرچم گرنزی برای اولین بار در ۳۰ آوریل ۱۹۸۵ به رسمیت شناخته شد.به عنوان پرچم غیر نظامی و پرچم استان شناخته می‌شود و همچنین دارای تناسب ۲:۳ می‌باشد.این پرچم دارای نماد صلیب در زمینه سفید قرار دارد.

## نگارخانه